# Пасюков, Владимир Алексеевич
Владимир Алексеевич Пасюков (1925—1967) — гвардии сержант Рабоче-крестьянской Красной Армии, участник Великой Отечественной войны, Герой Советского Союза (1943), лишён звания (1949).

## Биография
Владимир Пасюков родился в 1925 году в станице Дондуковской Гиагинского района Адыгейской автономной области Краснодарского края. В 1942 году вступил в ВЛКСМ. В феврале 1943 года он был призван в Рабоче-крестьянскую Красную Армию Гиагинским районным военным комиссариатом Адыгейской автономной области Краснодарского края. С того же года — на фронтах Великой Отечественной войны, воевал на Северо-Кавказском фронте, 22 июня 1943 года был ранен. К ноябрю 1943 года имел звание сержанта и занимал должность командира отделения автоматчиков 4-й стрелковой роты 6-го гвардейского стрелкового полка 2-й Гвардейской Краснознамённой Таманской дивизии. Отличился во время высадки на Керченском полуострове.

### Подвиг
2 ноября 1943 года под сильным огнём противника подразделение Пасюкова на катерах форсировало Керченский пролив и, высадившись на берегу, атаковало врага. Пасюков был в первых рядах атакующих. Он уничтожил орудие с расчётом, которое обстреливало катера. 3 ноября превосходящие силы противника провели четыре контратаки. Пасюков принял активное участие в их отражении, уничтожил обстреливающий позиции пулемёт. Израсходовав боеприпасы, он бросился в рукопашную. Не выдержав натиска, немецкие подразделения были вынуждены отступить. Батальон перешёл в наступление и овладел высотой номер 175. В этих боях Пасюков лично уничтожил более 20 солдат противника.
17 ноября 1943 года Указом Президиума Верховного Совета СССР гвардии сержант Владимир Пасюков был удостоен высокого звания Героя Советского Союза с вручением ордена Ленина и медали «Золотая Звезда». Ранее он был также награждён медалью «За отвагу».

### После войны
После окончания войны Пасюков продолжил службу в Советской Армии. В сентябре 1946 — июле 1947 года служил в различных воинских частях, неоднократно дезертировал, однажды отсутствовал около двух месяцев. С января 1947 года Пасюков служил в 9-м кавалерийском полку 4-й кавалерийской дивизии. За время службы неоднократно отказывался выполнять приказы командиров, не посещал занятия по боевой подготовке, пьянствовал, несколько раз самовольно покидал расположение части. В мае 1947 года Пасюков избил председателя сельсовета в своей станице, хулиганил, потерял орден Ленина и удостоверение Героя Советского Союза. Вернувшись в часть, Пасюков вступил в драку со старшиной, а также оскорбил помощника начальника штаба полка. В июле 1947 года Пасюков был задержан военным патрулём в Новочеркасске и взят под стражу. 18 августа 1947 года военный трибунал Ростовского гарнизона на открытом процессе приговорил Пасюкова по совокупности статей к 7 годам исправительно-трудовых лагерей.
Указом Президиума Верховного Совета СССР от 11 марта 1949 года за «совершение деяний, не совместимых со статусом орденоносца» Владимир Пасюков был лишен всех званий и наград.
После освобождения вернулся в родную станицу Дондуковскую и успешно работал электриком. Ходатайства родственников и станичников о реабилитации земляка не дали положительного результата.
Погиб Пасюков В. А. от удара током 18 июня 1967 года.
Похоронен в станице Дондуковской Гиагинского района.